# Candalides byzos
Candalides byzos är en fjärilsart som beskrevs av Jean Baptiste Boisduval 1832. Candalides byzos ingår i släktet Candalides och familjen juvelvingar. Inga underarter finns listade i Catalogue of Life.